# Normált tér
A normált tér matematikai objektum, a lineáris algebra, az analízis és azon belül a funkcionálanalízis vizsgálja. A parciális differenciálegyenletek és az integrálegyenletek megoldásához használják. Fontos speciális esete a közönséges 3 dimenziós tér. Valójában a normált tér éppen ennek egy természetes általánosítása. A normált tér vektortér, amin norma is értelmezve van, azaz a vektoroknak van hosszuk. A norma metrikát indukált, ezzel a normált tér metrikus tér. A metrika topológiát indukál, ezzel a tér topologikus tér. Ha egy normált tér teljes, akkor teljes metrikus tér, avagy Banach-tér. Normált tér származhat skalárszorzatos vektortérből vagy félnormált térből faktortérként.

## Definíció
A {\displaystyle (V,||\cdot ||)} kettőst normált térnek nevezzük, ha {\displaystyle V} vektortér a {\displaystyle \mathbb {K} } számtest felett, ahol {\displaystyle \mathbb {K} } a komplex vagy valós számok teste, a {\displaystyle ||\cdot ||:V\to \mathbb {R} } függvény pedig egy norma, amelyre teljesülnek az alábbi tulajdonságok:
1. {\displaystyle \forall {\vec {x}}\in V\ ||{\vec {x}}||\geq 0} (szemidefinitség)
2. {\displaystyle ||{\vec {x}}||=0\Leftrightarrow {\vec {x}}={\vec {0}}} (definitség)
3. {\displaystyle \forall \alpha \in \mathbb {K} \ \forall {\vec {x}}\in V\ ||\alpha \cdot {\vec {x}}||=|\alpha |\cdot ||{\vec {x}}||} (abszolút homogenitás)
4. {\displaystyle ||{\vec {x}}+{\vec {y}}||\leq ||{\vec {x}}||+||{\vec {y}}||} (szubadditivitás, háromszög-egyenlőtlenség)

## Példák
Legegyszerűbb példák a véges dimenziós komplex és valós vektorterek, rajtuk az úgynevezett euklideszi normával. Ha {\displaystyle {\vec {x}}\in \mathbb {K} ^{n}}, akkor ennek euklideszi normája:
{\displaystyle ||{\vec {x}}||_{E}={\sqrt {|x_{1}|^{2}+|x_{2}|^{2}+\ldots +|x_{n}|^{2}}}}
Más normák is értelmezhetőek ezen a vektortéren:
{\displaystyle ||{\vec {x}}||_{\max }=\max\{|x_{1}|,|x_{2}|,\ldots ,|x_{n}|\}}
{\displaystyle ||{\vec {x}}||_{p}={\sqrt[{p}]{|x_{1}|^{p}+|x_{2}|^{p}+\ldots +|x_{n}|^{p}}}}
Ha adott két normált tér, akkor egy köztük ható lineáris operátor normáját is lehet értelmezni. Legyen ugyanis {\displaystyle (X,||\cdot ||_{X}),\ (Y,||\cdot ||_{Y})} két normált tér, {\displaystyle {\mathcal {A}}:X\to Y} egy lineáris operátor. Ennek (operátor)normája:
{\displaystyle ||{\mathcal {A}}||=\sup\{||{\mathcal {A}}({\vec {x}})||_{Y}:||{\vec {x}}||_{X}\leq 1\}}, feltéve hogy ez a szuprémum véges.
Az olyan lineáris operátorokat, amelyekre ez véges, korlátos lineáris operátoroknak nevezzük. Jegyezzük meg, hogy ezek az operátorok pontosan a folytonos lineáris operátorok!
Függvénytereken is lehet normát értelmezni. Legyen {\displaystyle (X,{\mathcal {A}},\mu )} mértéktér (vigyázat, az {\displaystyle {\mathcal {A}}} itt már egy σ-algebra), és vegyük a következő függvényteret:
{\displaystyle L^{p}(X)=\{f:X\to \mathbb {K} :\int _{X}|f|^{p}d\mu <\infty \}}
Vezessünk be ezen egy ekvivalencia-relációt:
{\displaystyle f\sim g\Leftrightarrow \mu \left(\{x:f(x)\not =g(x)\}\right)=0}
Az ekvivalenciaosztályokat egy reprezentánsukkal szokás jelölni, míg a relációval faktorizált {\displaystyle L^{p}}-t szintén {\displaystyle L^{p}}-vel.
Legyen most {\displaystyle f\in L^{p}}, és ekkor
{\displaystyle ||f||_{p}=\left(\int _{X}|f|^{p}d\mu \right)^{1/p}}.
Ennek valójában speciális esete a következő:
{\displaystyle f\in C([a,b])} esetén {\displaystyle ||f||_{\infty }=\sup\{f(x):x\in [a,b]\}}.
További példák:
- A valós vagy komplex számok az abszolútértékkel, mint normával: {\displaystyle ({\mathbb {K} },|\cdot |)}
- Valós vagy komplex mátrixok a Frobenius-normával: {\displaystyle ({\mathbb {K} }^{m,n},\|\cdot \|_{F})}
- Valós vagy komplex értékű korlátos függvények a szuprémumnormával: {\displaystyle (B,\|\cdot \|_{\sup })}
- Kompakt halmazon értelmezett valós vagy komplex értékű folytonos függvények a maximumnormával: {\displaystyle (C^{0},\|\cdot \|_{\max })}
- Az m-szer folytonosan differenciálható valós vagy komplex értékű korlátos függvények a Cm-normával: {\displaystyle (C^{m},\|\cdot \|_{C^{m}})}
- Két valós vagy komplex vektortér között menő korlátos lineáris operátorok tere az {\displaystyle ({\mathfrak {L}}(V,W),\|\cdot \|_{{\mathfrak {L}}(V,W)})} operátornormával

## Tulajdonságok

### Kapcsolat a metrikus terekkel
Minden {\displaystyle (V,||\cdot ||)} normált tér metrizálható. Ha ugyanis {\displaystyle {\vec {x}},{\vec {y}}\in V}, akkor ezek távolságát, {\displaystyle \varrho ({\vec {x}},{\vec {y}})}-t definiálhatjuk a következőképp:
{\displaystyle \varrho ({\vec {x}},{\vec {y}})=||{\vec {x}}-{\vec {y}}||}
Ezzel egyben azt is látjuk, hogy a norma segítségével topológiát definiálhatunk, így van értelme már fentebb említett folytonosságról beszélni normált terek között. Fontos megjegyezni, hogy egyazon vektortéren két különböző norma nem feltétlen ad homeomorf topologikus struktúrát.

### Ekvivalens normák
Legyen adva {\displaystyle (V,||\cdot ||_{1})} és {\displaystyle (V,||\cdot ||_{2})}, azaz egyazon vektortéren két különböző norma. Azt mondjuk, hogy ők ekvivalensek, ha létezik olyan {\displaystyle 0<a,b\in \mathbb {R} }, hogy minden {\displaystyle {\vec {x}}\in V} esetén:
{\displaystyle a\leq {\frac {||{\vec {x}}||_{1}}{||{\vec {x}}||_{2}}}\leq b}
Ekkor {\displaystyle (V,||\cdot ||_{1})} és {\displaystyle (V,||\cdot ||_{2})} homeomorfak, ugyanis az {\displaystyle \operatorname {Id} :V\to V,\ \operatorname {Id} ({\vec {x}})={\vec {x}}} függvény az inverzével együtt teljesíti a Lipschitz-feltételt.
Bizonyítható, hogy egy (valós vagy komplex) vektortér akkor és csak akkor véges dimenziós, ha tetszőleges két rajta értelmezett norma ekvivalens.

### Normált terek szorzata
Legyen {\displaystyle (V,||\cdot ||_{V})} és {\displaystyle (W,||\cdot ||_{W})} két normált tér. A {\displaystyle V\times W=\{({\vec {v}},{\vec {w}}):{\vec {v}}\in V,{\vec {w}}\in W\}} vektortéren szintén értelmezhető normált tér struktúra:
{\displaystyle ||({\vec {v}},{\vec {w}})||_{1}=\max\{||{\vec {v}}||_{V},||{\vec {w}}||_{W}\}}
{\displaystyle ||({\vec {v}},{\vec {w}})||_{2}=||{\vec {v}}||_{V}+||{\vec {w}}||_{W}}
Megmutatható, hogy a fenti két norma ekvivalens.

## Speciális esetek

### Skalárszorzatos vektorterek
Egy norma származhat skalárszorzatból. Minden skalárszorzatos vektortér normált tér a skalárszorzat által indukált normával:
{\displaystyle \|x\|={\sqrt {\langle x,x\rangle }}}
Egy norma pontosan akkor származik skalárszorzatból, ha teljesíti a paralelogrammaazonosságot. A teljes skalárszorzatos vektorterek Hilbert-terek.

### Teljes terek
Egy normált tér teljes, ha a térben minden Cauchy-sorozat konvergens. Egy teljes normált tér Banach-tér. Minden normált tér teljessé tehető Cauchy-sorozatok ekvivalenciaosztályaival. Így Banach-teret kapunk, ami az eredeti teret sűrű altérként tartalmazza. 

## Általánosítások

### Félnormált terek
Ha {\displaystyle \|\cdot \|} félnorma, akkor félnormált térről van szó. Egy félnormált térből normált tér kapható faktortérképzéssel. Az {\displaystyle x} és {\displaystyle y} vektorok akkor tartoznak egy ekvivalenciaosztályba, ha {\displaystyle \|x-y\|=0}. A funkcionálanalízisben a normált terek mellett lokálisan konvex terekkel is foglalkoznak, melyek félnormák egy halmazával ellátott vektorterek. 

### Metrikus és topologikus terek
Minden norma metrikát indukál:
{\displaystyle d(x,y)=\|x-y\|}
Minden normált tér metrikus tér a {\displaystyle (V,d)} metrikával, sőt, topologikus tér a norma által indukált topológiára: {\displaystyle (V,{\mathcal {T}})}. Így értelmezhetők normált terekben topológiai fogalmak, mint határérték, Cauchy-sorozat, folytonosság és kompaktság. Így egy {\displaystyle (x_{n})_{n}} pontosan akkor tart az {\displaystyle x} határértékhez, ha {\displaystyle \|x_{n}-x\|\rightarrow 0}. Maga a norma is folytonos az általa indukált topológiában. 
A metrikus tér valódi általánosítása a normált térnek, ugyanis vannak {\displaystyle (X,d)} metrikus terek, ahol:
- a {\displaystyle d} metrika nem ábrázolható normával
- {\displaystyle X}-ben nincs vektortér struktúra értelmezve.

Ekvivalens normák ugyanazt az uniform struktúrát indukálják, és ezzel ugyanazt a topológiát is. Véges dimenziós vektorterekben minden norma ekvivalens; végtelen dimenzióban azonban ez nincs így.
Egy topologikus vektortér normálható, ha topológiája normával indukálható. Kolmogorov normálhatósági kritériuma szerint egy topologikus Hausdorff-tér topológiája pontosan akkor indukálható normával, ha nullvektorának van konvex korlátos környezete. 

### Abszolútértékes testek
A normált tér fogalma általánosítható, ha a valós vagy komplex test helyett általánosabban egy {\displaystyle (K,|\cdot |)} testet veszünk, ahol {\displaystyle |\cdot |} abszolútérték.

## Fordítás
Ez a szócikk részben vagy egészben  a   Normierter Raum című német Wikipédia-szócikk fordításán alapul.  Az eredeti cikk szerkesztőit annak laptörténete sorolja fel. Ez a jelzés csupán a megfogalmazás eredetét és a szerzői jogokat jelzi, nem szolgál a cikkben szereplő információk forrásmegjelöléseként.